# Reinhard R. Heinisch
Reinhard Rudolf Heinisch (* 3. August 1942 in München) ist ein deutsch-österreichischer Historiker und emeritierter Hochschulprofessor, der vorwiegend zum Thema der Geschichte von Stadt und Land Salzburg forscht und publiziert.

## Leben
Reinhard Rudolf Heinisch maturierte 1960 in Salzburg. 1968 schrieb er an der Universität Wien die Dissertation mit dem Titel Salzburg im Dreißigjährigen Krieg. 1977 folgte die Habilitation für österreichische Geschichte und Salzburger Landesgeschichte. Im Jahr 1980 wurde er zum Professor für Österreichische Geschichte und Salzburger Landesgeschichte an der Universität Salzburg ernannt.
Von 1996 bis Oktober 2015 fungierte er als Präsident der Gesellschaft für Salzburger Landeskunde, welche sich mit der Geschichte des Landes und der Stadt Salzburg befasst und seit 1861 jährlich die Mitteilungen der Gesellschaft für Salzburger Landeskunde herausgibt. Im Jahr 2006 wurde er mit dem Bürgerbrief der Stadt Salzburg geehrt.

## Schriften (Auswahl)
- 1968: Salzburg im Dreißigjährigen Krieg. Notring Verlag, Wien.
- 1977: Die bischöflichen Wahlkapitulationen im Erzstift Salzburg 1514–1688. Verlag der Österreichischen Akademie der Wissenschaften, Wien, ISBN 978-3-7001-0208-3
- 1991: Paris Graf Lodron: Reichsfürst und Erzbischof von Salzburg. Amalthea Verlag, Wien. ISBN 3-85002-312-5
- 1995: Bomben auf Salzburg: die „Gauhauptstadt“ im „totalen Krieg“, gemeinsam mit Erich Marx, Harald Waitzbauer, Margaret Shannon, Verlag Anton Pustet, Salzburg/München, ISBN 3-7025-0339-0
- 1996: Kroatien in der Habsburger Monarchie.
- 2006: Leben über den Tod hinaus... Prominente im Salzburger Kommunalfriedhof, gemeinsam mit Friederike Zaisberger, Mitteilungen der Gesellschaft für Salzburger Landeskunde. 23. Ergänzungsband. Selbstverlag der Gesellschaft, Salzburg.